# Cocaina
Cocaina : en bok om dom som gör det är en bok av Magnus Linton, utgiven på Bokförlaget Atlas i augusti 2010. Linton var från början medförfattare till boken Kokain, men lämnade projektet och skrev i stället Cocaina.
2013 utkom en engelskspråkig översättning.